# Microprofessor II
O Multitech Microprofessor II ou MPF II, foi o segundo computador doméstico produzido em Taiwan pela Acer (então conhecida como Multitech). Foi um dos primeiros clones do Apple II produzidos, embora não fosse realmente compatível com esta máquina (apenas programas escritos em Applesoft BASIC podiam ser executados quase sem nenhuma alteração, problema também enfrentado pelos usuários do clone brasileiro TK 2000). Ainda em relação ao BASIC, a Multitech preparou uma versão do Applesoft em chinês para atender o mercado local.
Em 1983, o Microprofessor custava £ 269,00 no Reino Unido, muito acima do valor de micros consagrados na época (como o Sinclair Spectrum). Isso certamente não contribuiu para o sucesso nas vendas do equipamento.

## Ficha técnica
- Memória:
  - ROM: 16 KiB (12 KiB para o BASIC)
  - RAM: 64 KiB
- Teclado: calculadora, 49 teclas
- Display: televisor ou monitor de vídeo RGB
  - 40x24 ("texto")
  - 256x192 pixels (gráfico, 6 cores)
- Expansão:
  - 1 slot para cartuchos
- Portas:
  - 1 slot externo de expansão (não compatível com o padrão Apple II)
  - 1 porta paralela
  - 1 conector de joystick
- Som:
  - Alto-falante interno
- Armazenamento:
  - Gravador de fita magnética
  - Acionador de disquete opcional, 140 KiB

### Características

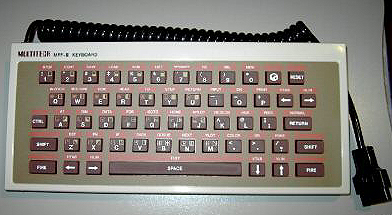
O teclado opcional do MPF II.

Além do design compacto e quadrado, totalmente diferente dos clones Apple tradicionais, o Microprofessor apresentava um teclado QWERTY embutido no gabinete, mas com teclas minúsculas no estilo calculadora, o que desaconselhava totalmente seu uso para digitação em velocidade. Um teclado em "escala real" opcional, com 55 teclas, não era uma escolha muito melhor, pois neste caso, o teclado era do tipo "chiclete", sendo considerado tão pouco prático quanto os do Oric-1 e Sord M5.
Outra característica curiosa é que o modo "texto" na verdade era gerado por software, e não por hardware: na época, esta era a única maneira de criar os ideogramas chineses sem utilizar um dispendioso gerador de caracteres para este fim.